# Девід О'Гейр
Девід О'Гейр (нар. 1 червня 1990) — колишній ірландський тенісист.
Найвищу одиночну позицію світового рейтингу — 1 місце досяг 24 вересня 2015, парну — 117 місце — 3 квітня 2017 року.

## Фінали за кар'єру

### Парний розряд: 29 (18–11)
| Легенда (парний розряд)  |
| ------------------------ |
| Тур ATP Челленджер (5–6) |
| Тур ITF Ф'ючерс (13–5)   |

| Титули за покриттям |
| ------------------- |
| Тверде (17–9)       |
| Ґрунт (0–0)         |
| Трава (0–0)         |
| Килим (1–2)         |

| Результат | В-П   | Дата     | Турнір                        | Рівень     | Покриття   | Партнер          | Суперники                              | Рахунок               |
| --------- | ----- | -------- | ----------------------------- | ---------- | ---------- | ---------------- | -------------------------------------- | --------------------- |
| Поразка   | 0–1   | Лип 2014 | Ірландія F1, Дублін           | Ф'ючерс    | Килим      | Пітер Ботвелл    | Едвард Коррі Фредерік Нільсен          | 2–6, 5–7              |
| Поразка   | 0–2   | Вер 2014 | Велика Британія F15, Лондон   | Ф'ючерс    | Тверде     | Джо Солсбері     | Фредерік Нільсен Джошуа Ворд-Гібберт   | 7–6(7–5), 4–6, [8–10] |
| Перемога  | 1–2   | Жов 2014 | Швеція F6, Єнчепінг           | Ф'ючерс    | Тверде (i) | Джо Салісбері    | Ісак Арвідссон Маркус Ерікссон         | 7–6(10–8), 7–6(7–3)   |
| Поразка   | 1–3   | Жов 2014 | Франція F23, Cap d'Agde       | Ф'ючерс    | Тверде (i) | Джо Салісбері    | Сандер Гройн Олександр Сидоренко       | 4–6, 7–5, [8–10]      |
| Перемога  | 2–3   | Жов 2014 | Франція F24, Родез            | Ф'ючерс    | Тверде (i) | Джеймс Класкі    | Максім Отом Рубен Бемельманс           | 7–6(7–5), 3–6, [10–8] |
| Поразка   | 2–4   | Лис 2014 | Велика Британія F18, Лафборо  | Ф'ючерс    | Тверде (i) | Джо Салісбері    | Скотт Клейтон Тобі Мартін              | 4–6, 4–6              |
| Перемога  | 3–4   | Лис 2014 | Велика Британія F19, Бат      | Ф'ючерс    | Тверде (i) | Джо Салісбері    | Річард Ґабб Джонні О'Мара              | 6–1, 6–2              |
| Перемога  | 4–4   | Лис 2014 | Кіпр F3, Ларнака              | Ф'ючерс    | Тверде     | Сем Беррі        | Марко Бортолотті Ерік Крепальді        | 6–1, 6–2              |
| Поразка   | 4–5   | Гру 2014 | Того F1, Ломе                 | Ф'ючерс    | Тверде     | Джо Салісбері    | Максім Отом Хуан Себастьян Гомес       | 3–6, 3–6              |
| Перемога  | 5–5   | Гру 2014 | Того F2, Lomé                 | Ф'ючерс    | Тверде     | Джо Салісбері    | Комлаві Логло Жосслен Уанна            | 7–6(7–5), 6–4         |
| Перемога  | 6–5   | Лип 2015 | Ірландія F1, Dublin           | Ф'ючерс    | Килим      | Сем Баррі        | Саймон Карр Бйорн Томсон               | 6–3, 2–6, [10–3]      |
| Перемога  | 7–5   | Вер 2015 | Велика Британія F8, Рогемптон | Ф'ючерс    | Тверде     | Джо Салісбері    | Ніл Поффлі Девід Райс                  | 6–2, 4–6, [10–5]      |
| Перемога  | 8–5   | Вер 2015 | Швеція F4, Фалун              | Ф'ючерс    | Тверде (i) | Джо Салісбері    | Джеймс Марсалек Маркус Вілліс          | 6–3, 7–5              |
| Перемога  | 9–5   | Жов 2015 | Швеція F5, Дандерюд           | Ф'ючерс    | Тверде (i) | Джо Салісбері    | Сем Баррі Девід Райс                   | 7–5, 6–7(5–7), [10–5] |
| Перемога  | 10–5  | Лис 2015 | Шампейн, США                  | Челленджер | Тверде     | Джо Салісбері    | Остін Крайчек Ніколас Монро            | 6–1, 6–4              |
| Перемога  | 11–5  | Січ 2016 | США F2, Лонг-Біч              | Ф'ючерс    | Тверде     | Джо Салісбері    | Еван Кінґ Реймонд Сармієнто            | 6–3, 7–6(7–4)         |
| Поразка   | 11–6  | Кві 2016 | Кванджу, Південна Корея       | Челленджер | Тверде     | Фредерік Нільсен | Санчай Ратіватана Сончат Ратіватана    | 3–6, 2–6              |
| Поразка   | 11–7  | Тра 2016 | Taipei City, Тайвань          | Челленджер | Килим (i)  | Фредерік Нільсен | Сє Чженбен Ян Цзунхуа                  | 6–7(6–8), 4–6         |
| Перемога  | 12–7  | Чер 2016 | Іспанія F18, Пальма-дель-Ріо  | Ф'ючерс    | Тверде     | Фредерік Нільсен | Ніколас Баррієнтос Хауме Пла Мальфейто | 6–4, 6–2              |
| Поразка   | 12–8  | Лип 2016 | Віннетка, США                 | Челленджер | Тверде     | Секу Банґура     | Стефан Козлов Джон-Патрік Сміт         | 3–6, 3–6              |
| Поразка   | 12–9  | Вер 2016 | Сен-Ремі-де-Прованс, Франція  | Челленджер | Тверде     | Джо Салісбері    | Кен Скупскі Ніл Скупскі                | 7–6(7–5), 4–6, [5–10] |
| Перемога  | 13–9  | Лис 2016 | Колумбус, США                 | Челленджер | Тверде (i) | Джо Салісбері    | Люк Бембрідж Кемерон Норрі             | 6–3, 6–4              |
| Перемога  | 14–9  | Лют 2017 | Даллас, США                   | Челленджер | Тверде (i) | Джо Салісбері    | Джіван Недунчежіян Крістофер Рунґкат   | 6–7(6–8), 6–3, [11–9] |
| Поразка   | 14–10 | Кві 2017 | Сен-Бріє, Франція             | Челленджер | Тверде (i) | Джо Салісбері    | Андре Бегеманн Фредерік Нільсен        | 3–6, 4–6              |
| Перемога  | 15–10 | Чер 2017 | Іспанія F18, Palma del Río    | Ф'ючерс    | Тверде     | Фредерік Нільсен | Адрієн Боссель Маттео Віола            | 6–1, 7–6(7–1)         |
| Перемога  | 16–10 | Лип 2017 | США F23, Вічита               | Ф'ючерс    | Тверде     | Люк Бембрідж     | Нейтан Понвіт Джон Гаррісон Річмонд    | 6–0, 6–3              |
| Перемога  | 17–10 | Лип 2017 | Вінніпег, Канада              | Челленджер | Тверде     | Люк Бембрідж     | Йосуке Такахасі Рента Токуда           | 6–2, 6–2              |
| Поразка   | 17–11 | Вер 2017 | Колумбус, США                 | Челленджер | Тверде (i) | Люк Бембрідж     | Домінік Кепфер Деніс Кудла             | 6–7(6–8), 6–7(3–7)    |
| Перемога  | 18–11 | Жов 2017 | Ферфілд, США                  | Челленджер | Тверде     | Люк Бембрідж     | Акрам Ель Саллалі Бернарду Олівейра    | 6–4, 6–2              |